# Ivan Bartl
Ivan Bartl, slovenski učitelj in  skladatelj, * 18. april 1860, Ljubljana, † 16. julij 1900, Šmartno pri Litiji.
Rodil se je očetu Jožefu Bartel in materi Urši (roj. Kuhar).
Bartl je bil je nadučitelj v ljudski šoli, pevovodja in skladatelj mnogih skladb, ki so jih pevski zbori v tistem času radi prepevali. Bartlove skladbe je uredil skladatelj Leopold Pahor (izšle v Ljubljani 1901).